# آب‌انبار حاجی ابراهیم
آب‌انبارحاجی ابراهیم مربوط به دوره پهلوی دوم است و در بندرلنگه، خیابان شهید بهشتی، روبروی آزمایشگاه مرکزی واقع شده و این اثر در تاریخ ۲۴ اسفند ۱۳۸۳ با شمارهٔ ثبت ۱۱۴۷۴ به‌عنوان یکی از آثار ملی ایران به ثبت رسیده است.